# 肖氏克奈魚
肖氏克奈魚為輻鰭魚綱鼠鱚目尼羅魚科克奈魚屬的其中一種，分布於非洲安哥拉Rio Cubal流域，體長可達6.8公分，棲息在中底層水域。